# GeoPackage
GeoPackage is een bestandsformaat voor het overdragen van ruimtelijke informatie. Het formaat werd in 2014 ontwikkeld door Open Geospatial Consortium.